# 超低温数码涡旋热泵技术
超低温数码涡旋制热技术采用喷汽增焓数码涡旋压缩机。喷汽增焓涡旋压缩机是在普通的数码涡旋压缩机的固定涡旋盘上设置第二个吸气口，第二个吸气口将会帮助增加主循环的流量。借助于闪蒸罐，高压/高温的液体通过辅助电子膨胀阀膨胀为中压气体喷入第二个吸气口。同时，闪蒸罐里的液体焓值将会下降，从而提高换热器的效率。
常规的热泵很难在-5℃以下制热，强制喷汽增焓技术显著帮助增强主循环的流量，得到额外的7~34%的热量，具有强制喷汽增焓技术的热泵系统与传统的热泵系统相比，更适用于低环境温度。

## 超低温数码涡旋热泵制热技术的优势

### 高的可靠性
超低温数码涡旋热泵系统在-25℃时仍可正常工作。基于数码涡旋的可靠平台, 故障率小于 0.005%。无需热水管道, 不会发生水损事故。

### 更高的效率
常规的电加热器COP=0.86，常规热泵COP =3.0(7℃)，涡旋热泵空调系统COP=2.01(-10℃)，1.64(-20℃)。
超低温数码涡旋热泵空调系统COP=2.93(-10℃), 2.70(-15℃), 2.55(-20℃), 2.25(-25℃)
（注：COP数据摘自中国某空调制造商的测试数据）

### 安装简单
超低温数码涡旋热泵技术可以制热也可以制冷，这可以降低对锅炉的需求。不需要很大的空间，可以安装在室外、屋顶或阳台上。机组内的安全装置保证了更好的可靠性。

### 运营成本较低
| 不同采暖系统                               | 元/m²   |
| ------------------------------------------ | ------- |
| 集中供热（24小时运行）                     | 24 - 30 |
| 电加热（每天运行16个小时）                 | 52.6    |
| 超低温数码涡旋热泵（经济模式下24小时运行） | 11.2    |

注：北京的居民生活用电每度0.48元（夜间电费半价）。超低温数码涡旋热泵系统运营成本比集中供热系统低53.3%~62.7%。

### 低廉的设备费用
常规热泵系统已被大众接受并且单价具有竞争力。超低温数码涡旋热泵系统的初始成本比常规热泵变容量系统略贵，但是开发商还是能省钱的，因为我们可以省去热水散热器设备安装的费用。在长时间的运营中，超低温数码涡旋热泵产品以其较低的运营成本，将有潜力赢得市场。

### 更安全环保
超低温数码涡旋热泵利用清洁的电能, 无局部环境污染，因此更安全环保。